# Монастир в Куртя-де-Арджеш
Монастир Куртя-де-Арджеш (рум. Mănăstirea Curtea de Argeș) — собор, який є головною православною святинею Волощини. Успенський архієрейський собор у румунському монастирі в місті Куртя де Арджеш — православний собор, головний храм Валощини XVI століття, колишня усипальниця румунських господарів. Має в Румунії репутацію виняткового за своїми архітектурними рисами пам'ятника. Збудований у 1515—1517 роках правителями Волоського князівства, деспотами та господарями Нягої Басарабом та його дружиною Міліцей Бранкович .

## Архітектура
Монастир св. Миколи був заснований Нягой Басарабом і його дружиною Міліца Деспіна, а свій нинішній вид набув при Раді V Афуматі (1526). Хрестово-купольний храм складений із сірого вапняку і поставлений на високий двометровий підкліт. Собор триглавий, більший за розмірами четвертий купол вінчає об'ємний боковий вівтар з апсидного боку. Малі барабани прикрашені гвинтоподібним різьбленням, що надає композиції динамізму. Нетрадиційно вирішено аркатурний пояс, а самі стіни поцятковані легкими, хитромудрими візерунками, в яких вгадується турецьке вплив. Із західного боку від собору височіє невелика каплиця .
Вважається, що архітектурний стиль монастирської церкви ідентичний попередньому в монастирі Дялу і є продовженням стилю монастиря Козя, а цей суттєво покращений та збагачений моравський стиль . Композиція церкви послужила зразком для деяких волоських храмів XVI і XVII століття  .
Храм реставрувався в 1875—1885 роках з ініціативи правителя Румунії та згодом першого короля Румунії Кароля I у зв'язку з перетворенням на усипальницю румунських королів. Він незмінно привертав увагу румунських патріотів та любителів старовини. Наприклад, Василе Олександрі опублікував легенду про його будівельника, майстра Манола, що нагадує переказ про зодчих собору Василя Блаженного. Одна з версій говорить, що « чорний князь », не бажаючи, щоб архітектори звели щось рівне архієрейському собору, залишив їх на даху будівлі, звідки вони спробували спуститися, змайструвавши крила з дощок.

## Дивитись також
- Історія Валахії
- Список соборів Румунії